# Antilles néerlandaises aux Jeux olympiques d'hiver de 1988
Les Antilles néerlandaises participent aux Jeux olympiques d'hiver de 1988, qui ont lieu à Calgary au Canada. Ce pays, représenté par trois athlètes, prend part aux Jeux d'hiver pour la première fois de son histoire.

## Résultats

### Bobsleigh
| Bob   | Athlètes                             | Épreuve    | Manche 1 | Manche 1 | Manche 2 | Manche 2 | Manche 3 | Manche 3 | Manche 4 | Manche 4 | Total   | Total |
| Bob   | Athlètes                             | Épreuve    | Temps    | Rang     | Temps    | Rang     | Temps    | Rang     | Temps    | Rang     | Temps   | Rang  |
| ----- | ------------------------------------ | ---------- | -------- | -------- | -------- | -------- | -------- | -------- | -------- | -------- | ------- | ----- |
| AHO-1 | Bart Carpentier Alting Bart Drechsel | Bob à deux | 59.60    | 30       | 1:00.78  | 27       | 1:01.95  | 32       | 1:01.40  | 31       | 4:03.73 | 29    |

### Luge
Homme
| Athlète                | Manche 1 | Manche 1 | Manche 2 | Manche 2 | Manche 3 | Manche 3 | Manche 4 | Manche 4 | Total    | Total |
| Athlète                | Temps    | Rang     | Temps    | Rang     | Temps    | Rang     | Temps    | Rang     | Temps    | Rang  |
| ---------------------- | -------- | -------- | -------- | -------- | -------- | -------- | -------- | -------- | -------- | ----- |
| Bart Carpentier Alting | 50.802   | 37       | 53.468   | 37       | 53.501   | 35       | 52.142   | 35       | 3:29.913 | 36    |